# Belovo, Slovenia
Belovo este o localitate din comuna Laško, Slovenia, cu o populație de 186 de locuitori.